# Atlantische Küstenebene

Ausdehnung der Atlantischen Küstenebene

Als Atlantische Küstenebene (englisch Atlantic coastal plain) bezeichnet man einen Küstenstreifen an der Atlantikküste der USA.
Die atlantische Küstenebene erstreckt sich von der Hudson-Mündung in New York City bis zur Golfküstenebene mit dem Mississippi-Delta. Im Norden ist die Küstenebene schmal und buchtenreich. Nach Süden breitet sie sich teilweise versumpft bis zur Ebene des Golfs von Mexiko und bis nach Florida aus. Im Westen wird die atlantische Küstenebene von der Gebirgskette der Appalachen sowie dem Piedmont begrenzt.
Zusammen mit der Golfküstenebene wurde die atlantische Küstenebene unter der Bezeichnung North American Coastal Plain von der Organisation Conservation International als einer der Biodiversitäts-Hotspots („Brennpunkte der biologischen Vielfalt“) der Erde ausgewiesen.